# MAZ-500
Der MAZ-500 (russisch МАЗ-500, deutsche Transkription eigentlich MAS-500) ist ein Lastkraftwagen des sowjetischen Fahrzeugherstellers Minski Awtomobilny Sawod, der in der zweiten Hälfte der 1950er-Jahre entwickelt wurde.

## Beschreibung

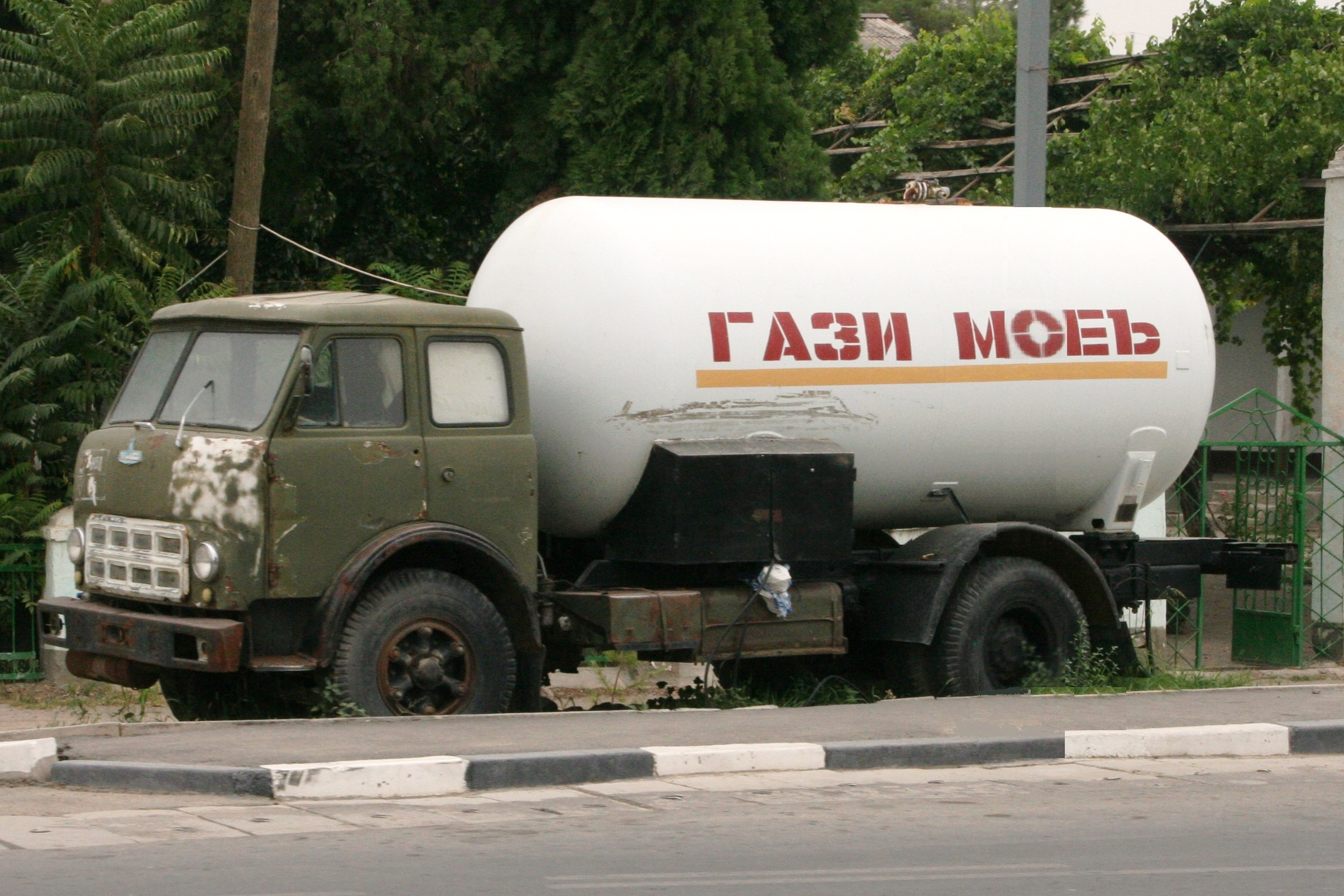
MAZ-500A, umgebaut zum Flüssiggastanker in Duschanbe, Tadschikistan (2016)

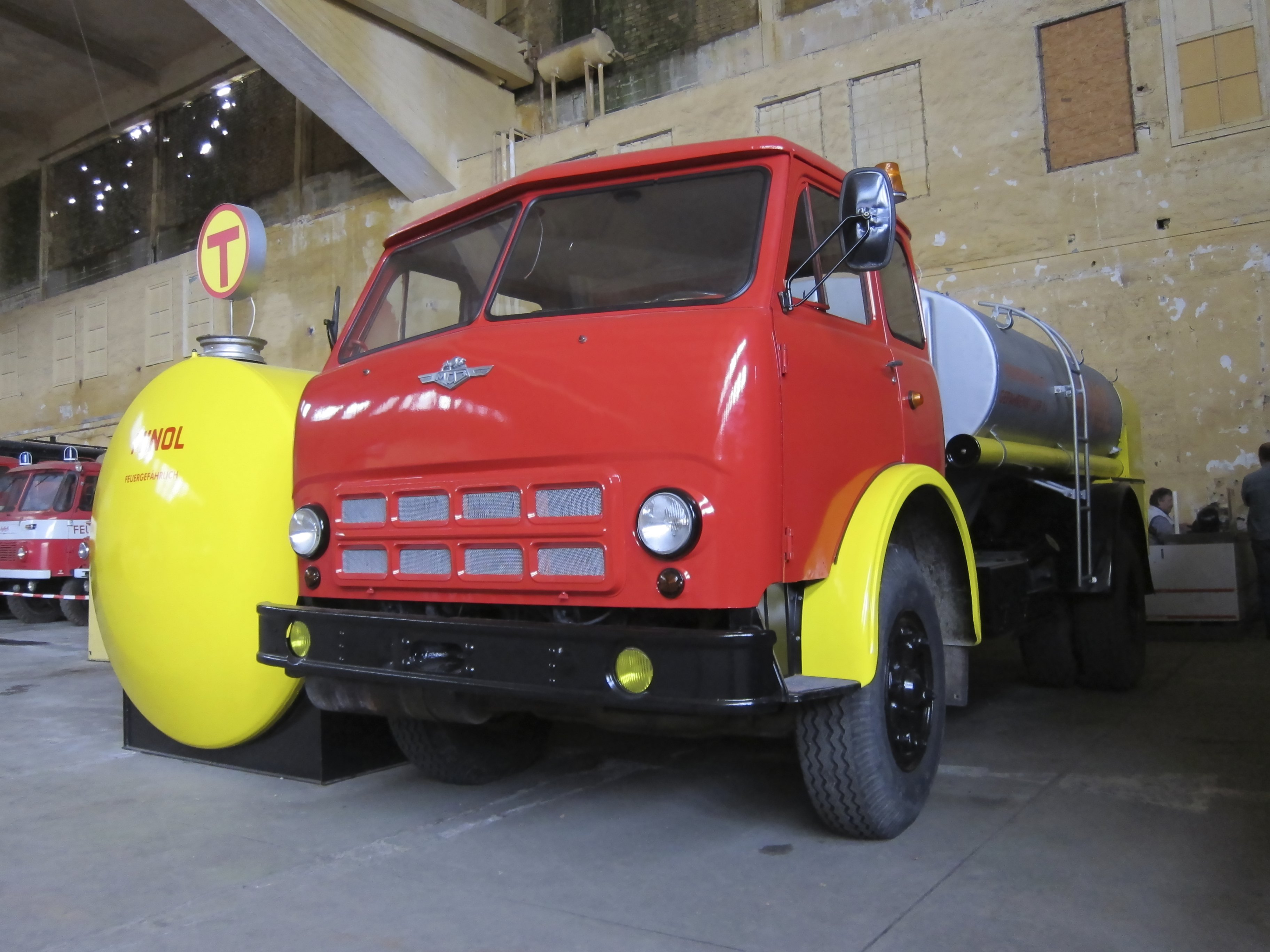
MAZ-500A als Minol-Tankfahrzeug im Technikmuseum Pütnitz (2011)

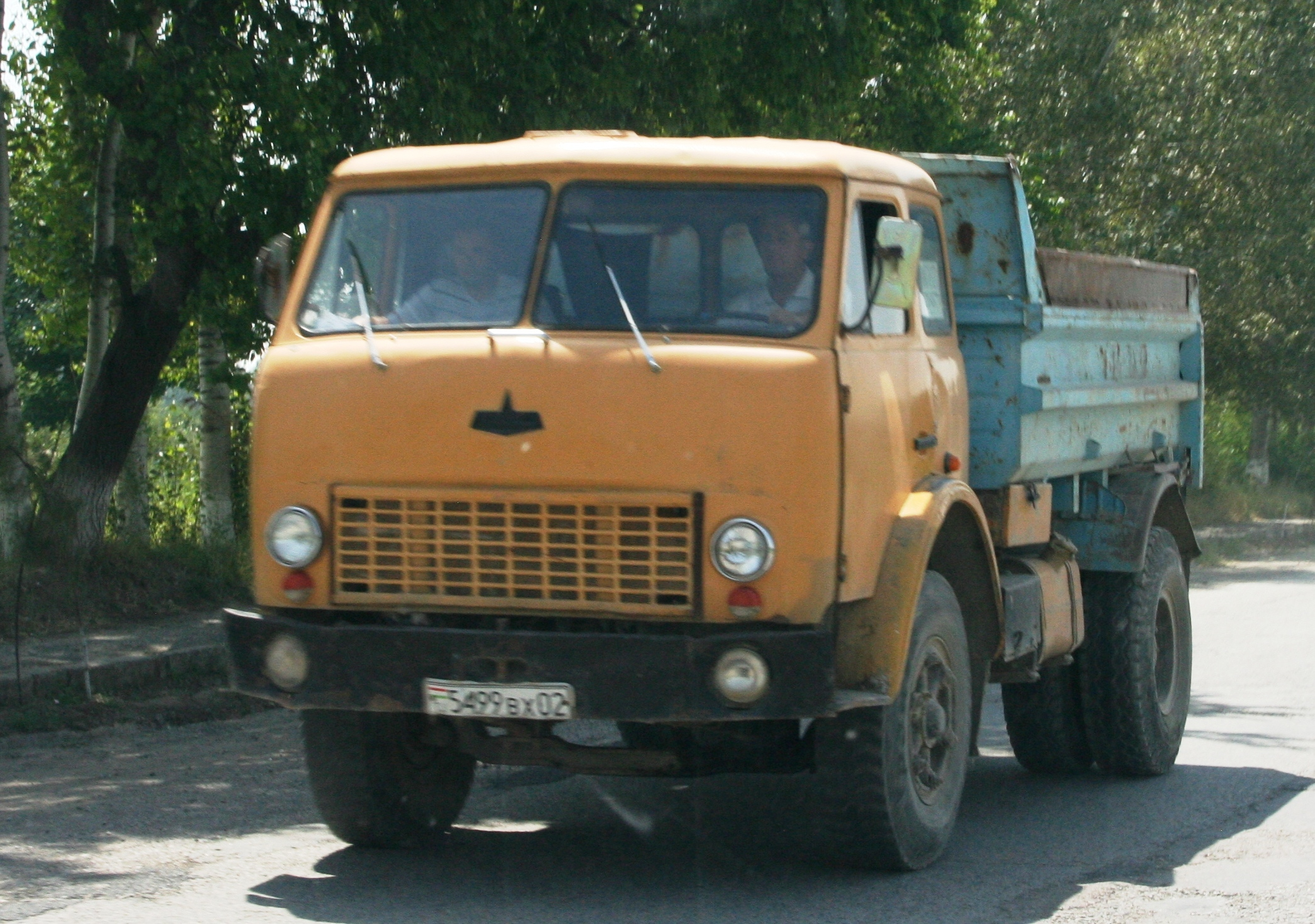
MAZ-503A, die Kipperversion des MAZ-500 in Tadschikistan (2016)

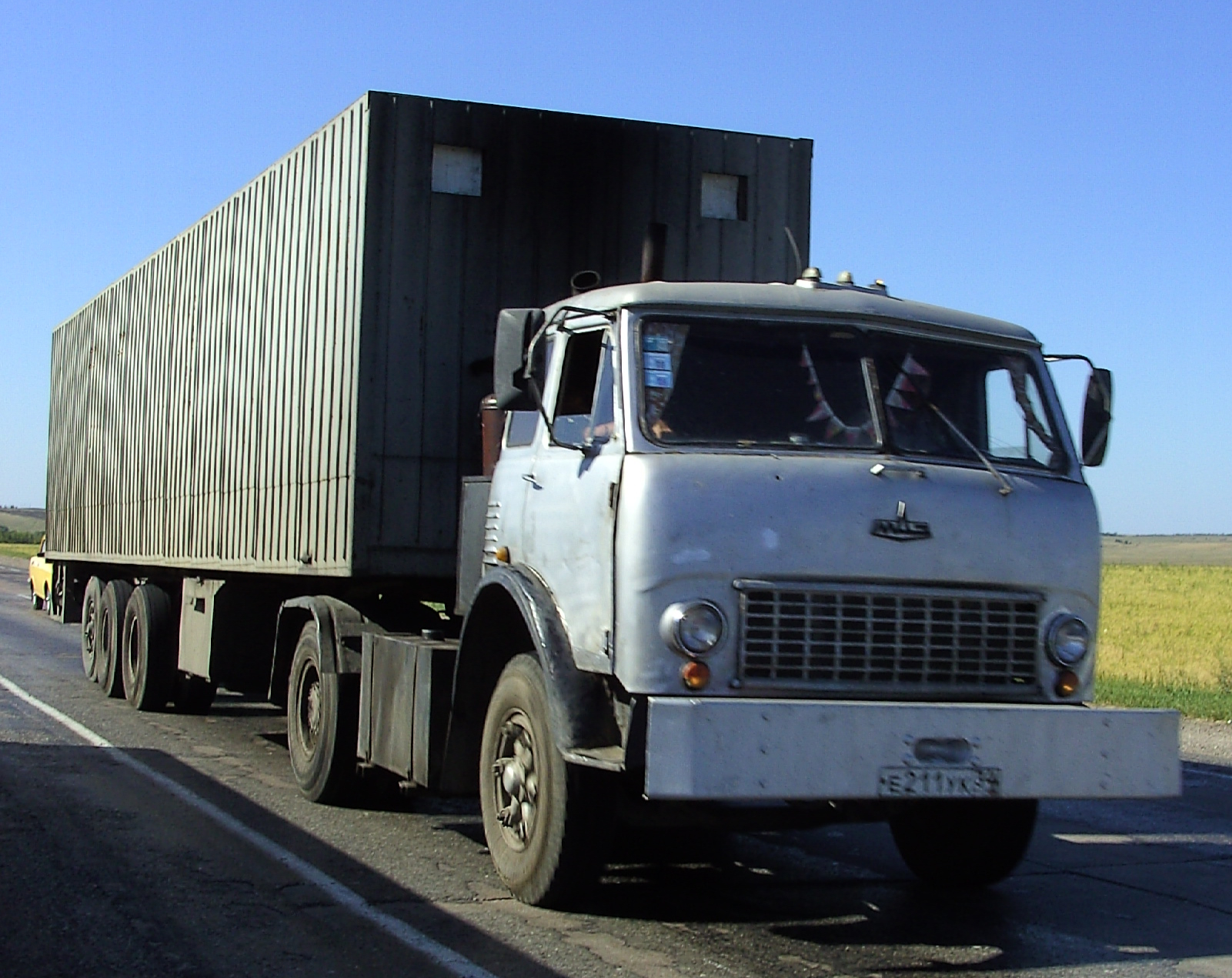
MAZ-504-Sattelzugmaschine (2006)

Modell eines MAZ-514

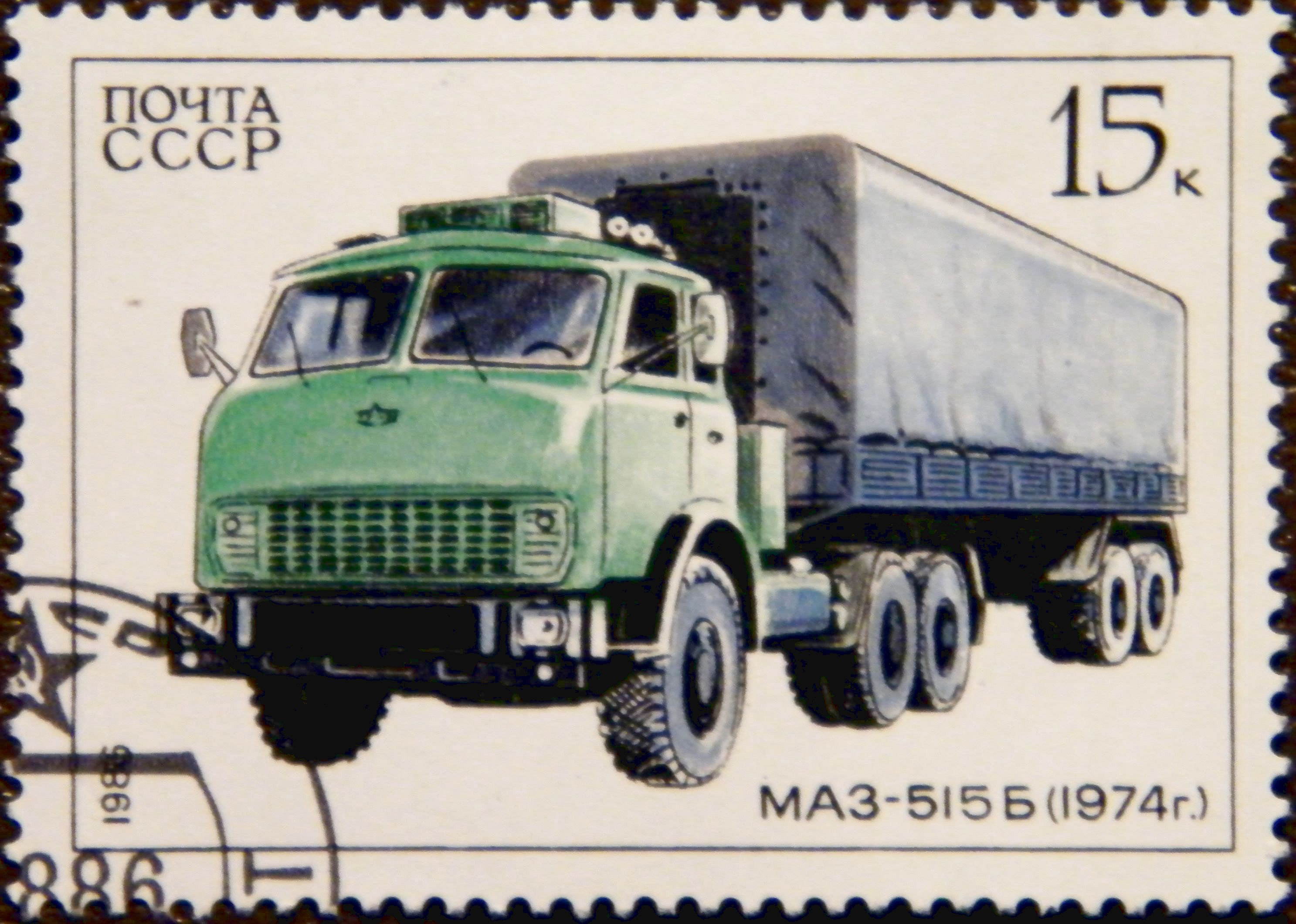
Dreiachsige Sattelzugmaschine MAZ-515 auf einer sowjetischen Briefmarke

Die 500er-Baureihe ist der Nachfolger der 200er-Baureihe. Prototypen wurden ab 1958 gefertigt, die Serienproduktion begann im Jahr 1963 in kleiner Stückzahl. Aufgrund von Lieferschwierigkeiten im Bereich der Motoren kam es zu Verzögerungen, sodass erst 1965 die Produktion vollständig auf die neue 500er-Modellreihe umgestellt werden konnte. Die Lastkraftwagen mit der Antriebsformel 4×2 hatten eine moderne Stahlblechkabine und eine Zuladung von maximal siebeneinhalb Tonnen.
1970 wurde die Serie 500 überarbeitet, die neuen Versionen wurden durch Anhängen des Buchstabens A an die ursprünglichen Nummern bezeichnet. Wesentliche Änderungen am MAZ-500A gegenüber dem Modell MAZ-500 waren eine Erhöhung der Nutzlast um 500 kg auf acht Tonnen sowie eine Verlängerung des Radstands um 100 mm. Exportversionen erreichten eine Nutzlast von neun Tonnen. Außerdem wurde die Höchstgeschwindigkeit auf 85 km/h erhöht. Der Nachfolger, MAZ-5335, löste den MAZ-500A im Jahr 1977 vollständig ab und wurde noch bis 1990 produziert.

## Modellversionen
Der MAZ-500 war konstruktive Basis für eine ganze Reihe von Lastwagen, die sich insbesondere durch die Aufbauten unterschieden. Die Typenbezeichnungen MAZ-501, MAZ-502 und MAZ-506 (Zweiseitkipper auf Basis des MAZ-200) waren bereits in der Vorgängergeneration um den MAZ-200 vergeben worden.

### Serienfahrzeuge
- MAZ-500 – Pritschenwagen (Grundmodell)
- MAZ-500W – Für die Sowjetarmee wurde das Fahrzeug mit einer Pritsche komplett aus Stahl und Klappsitzen für den Transport von Soldaten gebaut. So konnte wahlweise Ausrüstung oder Personal transportiert werden. Eine Serienproduktion erfolgte in kleinen Stückzahlen.
- MAZ-500G – Modell mit verlängertem Radstand. Die gefertigte Stückzahl blieb gering.
- MAZ-500S – siehe MAZ-512
- MAZ-500Sch – Ab Werk wurden unter dieser Bezeichnung Fahrgestelle ohne Aufbauten geliefert. Bei anderen Unternehmen wurden die Lastwagen anschließend mit Spezialaufbauten wie Mobilkränen, Betonmischern oder Tankaufbauten versehen.
- MAZ-500Ju – siehe MAZ-513
- MAZ-503 – Kipper
- MAZ-504 – Sattelzugmaschine
- MAZ-509 – Holztransporter mit Allradantrieb.[2]
- MAZ-512 – wie MAZ-500, jedoch schon ab Werk mit Doppelverglasung und ähnlichen Modifikationen speziell für Einsätze in kalten Regionen ausgerüstet
- MAZ-513 – für tropische Einsatzgebiete
- MAZ-514 – Dreiachser, Antriebsformel (6×4)
- MAZ-515 – Dreiachsige Zugmaschine, Antriebsformel (6×4)
- MAZ-516 – Dreiachser, gebaut 1969–1973. Ab 1973 bis 1977 als MAZ-516A bezeichnet.[1] Mit Antriebsformel (6×2), hintere Achse ist als Liftachse ausgeführt.

### Prototypen
- MAZ-505 – Bereits 1962 wurde unter der Bezeichnung MAZ-505 ein Prototyp einer allradgetriebenen Version gebaut, der für militärische Zwecke konzipiert war, jedoch nie in Serie ging.[5] Das Fahrzeug war als Nachfolger für den MAZ-502 gedacht.
- MAZ-508 – Auch MAZ-508W, Zugmaschine mit Allradantrieb.[6] 1962 wurde ein Prototyp gebaut. Nicht in Serien gefertigt.[7]
- MAZ-510 – Baukipper mit halbierter Fahrerkabine und nur einem Sitzplatz für den Fahrer. Auf der Beifahrerseite wurde ein separater Motorraum gestaltet.  Nicht in Serien gefertigt.[6]
- MAZ-511 – Prototyp eines Zweiseitkippers, der zusammen mit dem passenden Anhänger vom Typ MAZ-847 genutzt werden sollte. Gebaut 1962, zu einer Serienfertigung kam es nie. 1970 wurde ein überarbeiteter Prototyp MAZ-511A gebaut, der ebenfalls ein Einzelstück blieb.[6]
- MAZ-520 – Dreiachsige Zugmaschine, nur ein Prototyp gefertigt. Eine zusätzliche Achse an der Front wurde angebracht, um speziell für schlechte Straßenverhältnisse die Achslasten zu reduzieren. Die Konstruktion erwies sich als Fehlschlag, da die Hauptlast nach wie vor auf der Hinterachse lag.[8]

## Technische Daten
Der MAZ-500 ist ein Frontlenker-LKW mit einem kippbaren Fahrerhaus. Dies war für LKW aus RGW-Staaten neu. Die Fahrzeuge der 500er-Reihe waren mit V6-Dieselmotoren aus dem Jaroslawski Motorny Sawod vom Typ JaMZ-236 ausgestattet. Dieser leistete serienmäßig 180 PS (132 kW) bei einem Hubraum von 11,15 Litern. Der Verbrauch lag bei 23 l/100 km und die Höchstgeschwindigkeit bei 75 km/h. Der Kraftstofftank fasste 200 Liter Diesel. Ein manuell zu schaltendes Schaltgetriebe mit fünf Vorwärtsgängen und einem Rückwärtsgang übertrug die Antriebskraft an die Hinterachse. Die Sattelzugmaschinen waren mit V8-Dieselmotoren des Typs JaMZ-238 mit Direkteinspritzung und einer Leistung von 240 PS (176 kW) bestückt.
Die nachfolgenden Daten gelten für den MAZ-500A, wie er für den Export gefertigt wurde. Diese Maschinen unterschieden sich insbesondere dadurch, dass eine Nutzlast von bis zu neun Tonnen erreicht wurde.
- Motor: Sechszylinder Viertakt-Dieselmotor
- Motortyp: JaMZ-236
- Leistung: 180 PS (132 kW) bei 2100 min−1
- Drehmoment: maximal 736 Nm bei 1500 min−1
- Hubraum: 11,15 l
- Hub: 140 mm
- Bohrung: 130 mm
- Verdichtung: 16,5:1
- Tankinhalt: 200 l
- Kupplung: Zweischeiben-Trockenkupplung
- Getriebe: handgeschaltetes Fünfganggetriebe, erster Gang unsynchronisiert
- Höchstgeschwindigkeit: 85 km/h
- Federung: Blattfedern an beiden Achsen, vorne zusätzlich hydraulische Stoßdämpfer
- Bremse: hydraulisch betätigte Scheibenbremsen an allen Rädern, Handbremse mechanisch auf die Hinterräder, Motorstaubremse
- hydraulische Lenkhilfe
- elektrische Anlage: 24 V Nennspannung, Einleiterverdrahtung, Minuspol an Masse, Wechselstromlichtmaschine
- Fahrerhaus: Ganzmetallbauweise, 3 Sitzplätze und ein Schlafplatz

Abmessungen und Gewichte
- Länge: 7140 mm
- Breite: 2500 mm
- Höhe: 2650 mm über Fahrerhaus
- Abmessungen der Ladefläche (L × B × H): 4810 × 2340 × 755 mm
- Ladevolumen: 8,2 m³, durch höhere Bordwände vergrößerbar
- Bodenfreiheit: 270 mm
- Wendekreis (Durchmesser), gemessen am Vorderrad: 17 m
- Spurweite vorne: 1950 mm
- Spurweite hinten: 1860 mm
- Leergewicht: 6650 kg
- Zuladung: 9000 kg
- zulässiges Gesamtgewicht: 15.650 kg
- zulässige Anhängelast: 12.500 kg
- zulässiges Gesamtgewicht des Zugs: 28.150 kg
- Reifengröße: 11,00–20″ Niederdruckreifen